# Imberido
Imberido (Imberìd in dialetto brianzolo) è una frazione geografica e parrocchia del comune italiano di Oggiono posta a nordest del centro abitato sulle rive del lago di Annone, verso Galbiate.

## Storia
Imberido fu un antico comune del Milanese.
Registrato agli atti del 1751 come un villaggio di 320 abitanti, nel 1786 entrò per un quinquennio a far parte della Provincia di Como, per poi cambiare continuamente i riferimenti amministrativi nel 1791, nel 1797 e nel 1798.
Portato definitivamente sotto Como nel 1801, alla proclamazione del Regno d'Italia nel 1805 risultava avere 366 abitanti. Nel 1809 il municipio fu soppresso su risultanza di un regio decreto di Napoleone che lo unì per la prima volta ad Oggiono, ma il Comune di Imberido fu restaurato nel 1816 dagli austriaci dopo il loro ritorno. Nel 1853 risultò essere popolato da 519 anime, salite a 550 nel 1871. Il censimento del 1921 registrò 692 residenti, ma nel 1928 il regime fascista decise la definitiva soppressione del municipio, aggregandolo nuovamente ad Oggiono seguendo l'antico modello napoleonico.

## Monumenti e luoghi d'interesse

### Chiesa di San Giorgio

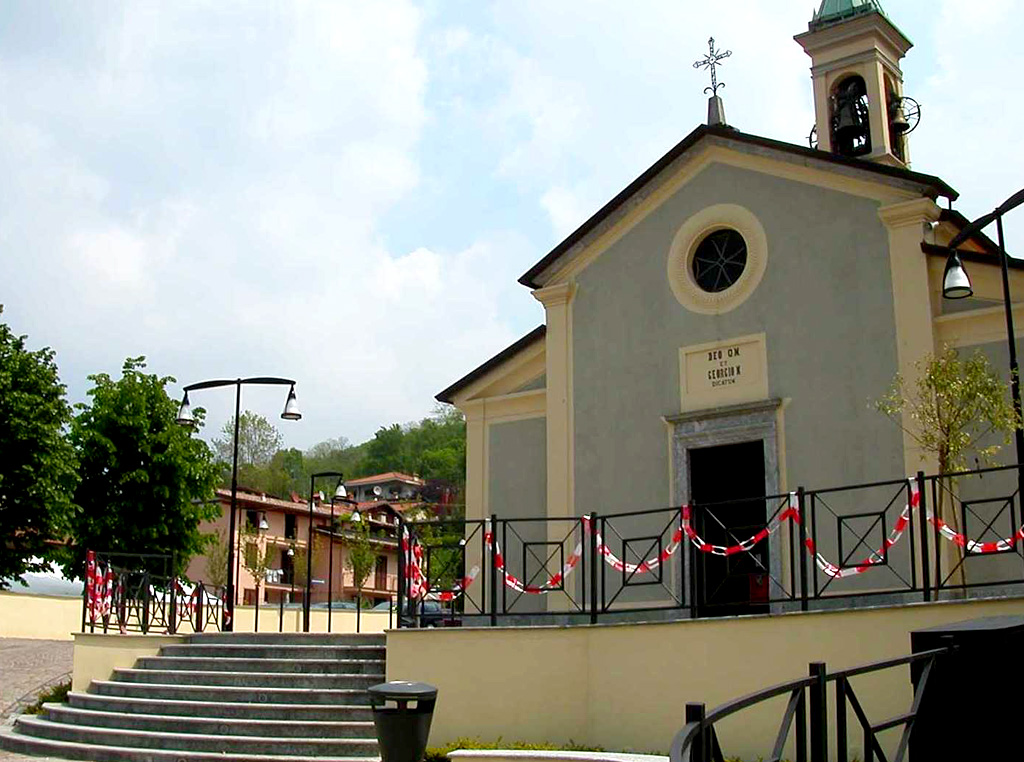
Chiesa di San Giorgio ad Imberido

La chiesa di San Giorgio a Imberido, risalente probabilmente alla fine del XIII secolo, viene citata per la prima volta dalle fonti in riferimento alla visita pastorale dell'arcivescovo Sforza nel 1455.